# 2. фебруар
2. фебруар је тридесет трећи дан у години у Грегоријанском календару. 332 дана (333 у преступним годинама) остаје у години после овог дана.

## Догађаји
- 962 — Немачки краљ Отон I у Риму крунисан за римског цара од стране папе Јована XII чиме је основано Свето римско царство немачке народности које ће формално постојати до 1806. године.
- 1509 — Португалци под командом Франсиска де Алмејде уништили муслиманску флоту у бици код града Диу у Индијском океану и успоставили контролу у индијским водама.
- 1536 — Шпански истраживач Педро де Мендоза на ушћу естуара Рио де ла Плата основао град Буенос Ајрес, главни град Аргентине од 1880.
- 1709 — Шкотски морнар Александер Селкрик избављен са пустог пацифичког острва на које је 1704. стигао после бродолома. Његова прича инспирисала Данијела Дефоа да напише роман „Робинсон Крусо“.
- 1804 — Почео Први српски устанак.
- 1808 — Наполеонове трупе окупирале Рим пошто је папа Пије VII одбио да призна Напуљско краљевство под француском влашћу и да се придружи алијанси против Велике Британије. Наполеон потом 1809. одвео папу у заточеништво у Фонтенбло. Папска држава рестаурирана после Наполеоновог пада 1814.
- 1834 — Српски кнез Милош Обреновић објавио трећи хатишериф турског султана Махмуда II, којим су уобличени политички статус и правни карактер Кнежевине Србије. Тим документом Србији припојено шест нахија, а посебним бератом кнез Милош добио достојанство српског и наследног кнеза.
- 1848 — Миром у граду Гваделупе Идалго окончан двогодишњи рат Мексика и САД. Поражени Мексико уступио САД Тексас, Нови Мексико, Аризону и Калифорнију.
- 1878 — Грчка објавила рат Турској.
- 1920 — Мировним уговором у Дорпату совјетска Русија признала независност Естоније, која је од 1721. била под руским суверенитетом. Совјетске трупе запоселе ту земљу у јуну 1940, после чега је Естонија постала део СССР.
- 1943 — Совјетска Црвена армија после шестомесечних борби код Стаљинграда присилила немачку Шесту армију на капитулацију. Тиме завршена једна од кључних битака у Другом светском рату.
- 1978 — Два совјетска космонаута са свемирског брода Саљут 6 у отвореном свемиру, први пут у историји космичких летова, обавила операцију допуне горива.
- 1986 — У кнежевини Лихтенштајн жене први пут гласале на парламентарним изборима.
- 1990 — Јужноафрички председник Фредерик де Клерк укинуо забрану Афричког националног конгреса Нелсона Манделе.
- 1997 — У Београду полиција грубом силом, користећи водене топове, растерала мирне демонстрације грађана који су од новембра 1996. свакодневно протестовали због одбијања власти да призна победу опозиције на локалним изборима у Србији.
- 2002 — Холандски принц Виљем Александер оженио се Максимом Зорегијетом, Аргентинком чији је отац био припадник хунте, и тиме оживео традицију контроверзних бракова холандске краљевске породице.
- 2003 — У снажној експлозији у Лагосу уништена „Нигеријска банка“, а најмање 33 особе погинуле. Потом избили велики нереди јер се више стотина људи потукло како би узело новац из срушене банке.
- 2006 —
  - На седници врховног већа одбране СЦГ одржаној у среду, начелник Војносигурносне агенције Војске СЦГ Светко Ковач, поднео је извештај у којем се наводи да је Војска СЦГ пружала заштиту одбеглом хашком оптуженику Ратку Младићу.
  - Председавајући Већа министара БиХ Аднан Терзић, председник Владе РС-а Перо Букејловић и председник Мајкрософта Бил Гејтс су у Португалу потписали писмо о намерама, које предвиђа припрему уговора о стратешком партнерству између БиХ и Мајкрософта.

## Рођења
- 450 — Јустин I, источноримски цар. (прем. 527)
- 1208 — Ђауме I од Арагона, краљ Арагона, валенсије и Мајорке. (прем. 1276)[1]
- 1426 — Елеонора од Наваре, краљица Наваре. (прем. 1479)[2]
- 1455 — Ханс Дански, краљ Данске, Норвешке и Шведске. (прем. 1513)[3]
- 1649 — Папа Бенедикт XIII. (прем. 1730)[4]
- 1717 — Ернст Гидеон фон Лаудон, аустријски фелдмаршал. (прем. 1790)[5]
- 1754 — Шарл Морис де Талеран, француски дипломата. (прем. 1838)[6]
- 1803 — Алберт Џонстон, официр армије САД. (прем. 1862)[7]
- 1827 — Освалд Ахенбах, немачки сликар. (прем. 1905)[8]
- 1829 — Алфред Брем, немачки зоолог и писац. (прем. 1884)[9]
- 1849 — Павол Орсаг Хвијездослав, словачки песник, драматург и преводилац. (прем. 1921)[10]
- 1861 — Соломон Р. Гугенхајм, амерички индустријалац, филантроп и мецена. (прем. 1949)[11]
- 1873 — Константин фон Нојрат, нацистички политичар. (прем. 1956)[12]
- 1882 — Џејмс Џојс, ирски књижевник. (прем. 1941)[13]
- 1893 — Дамдин Сухбатор, монголски војсковођа и револуционар. (прем. 1923)[14]
- 1895 — Недељко Чабриновић, типографски радник, револуционар, учесник Сарајевског атентата. (прем. 1916)[15]
- 1904 — Вера Шнајдер, босанскохерцеговачка математичарка (прем. 1976)
- 1905 — Ајн Ранд, руско-америчка филозофкиња и ауторка. (прем. 1982)[16]
- 1923 — Светозар Глигорић, шаховски велемајстор, новинар и публициста. (прем. 2012)[17]
- 1923 — Бонита Гранвил, америчка глумица. (прем. 1988)[18]
- 1924 — Мира Алечковић, српска књижевница. (прем. 2008)[19]
- 1926 — Валери Жискар д’Естен, француски политичар. (прем. 2020)[20]
- 1927 — Стен Гец, амерички музичар. (прем. 1991)[21]
- 1932 — Босиљка Боци, српска глумица. (прем. 1997)[22]
- 1933 — Тан Шве, мјанмарски генерал и војни диктатор.[23]
- 1940 — Дејвид Џејсон, енглески глумац, комичар, сценариста и продуцент.[24]
- 1942 — Бо Хопкинс, амерички глумац. (прем. 2022)
- 1947 — Фара Фосет, америчка глумица и модел. (прем. 2009)[25]
- 1949 — Војо Стојановски, македонски певач. (прем. 2014)
- 1960 — Оливера Јежина, српска глумица.[26]
- 1962 — Нено Белан, хрватски музичар.[27]
- 1963 — Ева Касиди, америчка музичарка. (прем. 1996)[28]
- 1963 — Андреј Киска, словачки политичар, предузетник и филантроп, 4. председник Словачке.
- 1966 — Андреј Чесноков, руски тенисер.[29]
- 1968 — Ивана Жигон, српска глумица.[30]
- 1968 — Бојан Зулфикарпашић, француско-српски џез пијаниста.[31]
- 1969 — Валериј Карпин, руски фудбалер и фудбалски тренер.[32]
- 1970 — Дејан Радоњић, црногорски кошаркаш и кошаркашки тренер.[33]
- 1972 — Дана Интернашонал, израелска певачица.[34]
- 1977 — Шакира, колумбијска музичарка и плесачица.[35]
- 1978 — Ден Гаџурич, холандски кошаркаш.[36]
- 1978 — Барбара Мори, мексичка глумица и модел.[37]
- 1983 — Каролина Клифт, шведска атлетичарка.[38]
- 1985 — Морис Алмонд, амерички кошаркаш.[39]
- 1986 — Џема Артертон, енглеска глумица.[40]
- 1987 — Жерард Пике, шпански фудбалер.[41]
- 1987 — Ентони Фејинга, аустралијски рагбиста.[42]
- 1989 — Иван Перишић, хрватски фудбалер.[43]
- 1995 — Марко Јовичић, српски фудбалски голман.[44]
- 1995 — Никола Стојковић, српски фудбалер.[45]
- 1996 — Хари Винкс, енглески фудбалер.[46]
- 1997 — Умар Садик, нигеријски фудбалер.[47]

## Смрти
- 1124 — Боривој II, војвода Чешке. (*око 1064)[48]
- 1218 — Константин Ростовски, кнез Ростова и велики кнез Владимира. (рођ. 1185)[49]
- 1250 — Ерик XI Муцави и Хроми, краљ Шведске. (рођ. 1216)[50]
- 1294 — Лудвиг II, војвода Баварске. (рођ. 1229)[51]
- 1435 — Јована II Напуљска, краљица Напуља. (рођ. 1373)[52]
- 1446 — Виторино да Фелтре, италијански педагог. (рођ. 1378)[53]
- 1461 — Овен Тјудор, велшки војник. (*око 1400)[54]
- 1529 — Балдасаре Кастиљоне, италијански писац, дворанин и дипломата. (рођ. 1478)[55]
- 1594 — Ђовани Пјерлуиђи да Палестрина, италијански композитор. (рођ. 1525. или 1526)[56]
- 1660 — Говерт Флинк, холандски сликар. (рођ. 1615)[57]
- 1769 — Папа Климент XIII. (рођ. 1693)[58]
- 1704 — Гијом де Лопитал, француски математичар (рођ. 1661)[59]
- 1892 — Даринка Петровић Његош, црногорска кнегиња и супруга књаза Данила Петровића Његоша (рођ. 1838)
- 1895 — Љубомир Ненадовић, српски књижевник. (рођ. 1826)[60]
- 1901 — Марко Миљанов, књижевник, војсковођа и војвода. (рођ. 1833)[61]
- 1907 — Дмитриј Иванович Мендељејев, руски хемичар. (рођ. 1834)[62]
- 1908 — Милован Глишић, српски књижевник. (рођ. 1847)[63]
- 1924 — Алекса Шантић, српски песник. (рођ. 1868)[64]
- 1942 — Данил Хармс, совјетски сатиричар. (рођ. 1905)[65]
- 1956 — Тракстун Хер, амерички спортиста. (рођ. 1878)[66]
- 1968 — Иван Рибар, др права, председник Скупштине Краљевине СХС и Президијума ФНРЈ. (рођ. 1881)[67]
- 1969 — Борис Карлоф, амерички глумац британског порекла. (рођ. 1887)[68]
- 1970 — Бертранд Расел, британски филозоф и математичар. (рођ. 1872)[69]
- 1972 — Натали Клифорд Барни, америчко-француска књижевница. (рођ. 1876)[70]
- 1978 — Ђуро Гавела,  српски књижевник, есејиста, књижевни историчар, антологичар. (рођ. 1907)[71]
- 1979 — Сид Вишос, британски музичар. (рођ. 1957)[72]
- 1985 — Херман Прис, немачки генерал. (рођ. 1901)[73]
- 1989 — Ондреј Непела, чехословачки клизач. (рођ. 1951)[74]
- 1995 — Доналд Плезенс, енглески глумац. (рођ. 1919)[75]
- 1995 — Фред Пери, енглески тенисер и стонотенисер. (рођ. 1909)[76]
- 1996 — Џин Кели, амерички филмски глумац и играч. (рођ. 1912)[77]
- 2000 — Драган Зарић, позоришни, филмски и ТВ глумац. (рођ. 1942)[78]
- 2003 — Дејан Ђурковић, филмски и позоришни редитељ. (рођ. 1939)[79]
- 2005 — Макс Шмелинг, немачки боксер, светски шампион у тешкој категорији. (рођ. 1905)[80]
- 2014 — Филип Симор Хофман, амерички глумац. (рођ. 1967)[81]
- 2017 — Предраг Матвејевић, хрватски књижевник. (рођ. 1932)[82]
- 2019 — Слободан Пеладић, српски сликар, вајар и мултимедијални уметник. (рођ. 1962)[83]

## Празници и дани сећања
- Међународни празници
  - Међународни дан заштите мочвара
- Православна црква слави:
  - Преподобног Јевтимија Великог
  - Свете мученике Енена, Нирена и Пена
  - Јевтимија Трновског, бугарског патријарха